# Frankrikes kärnvapen

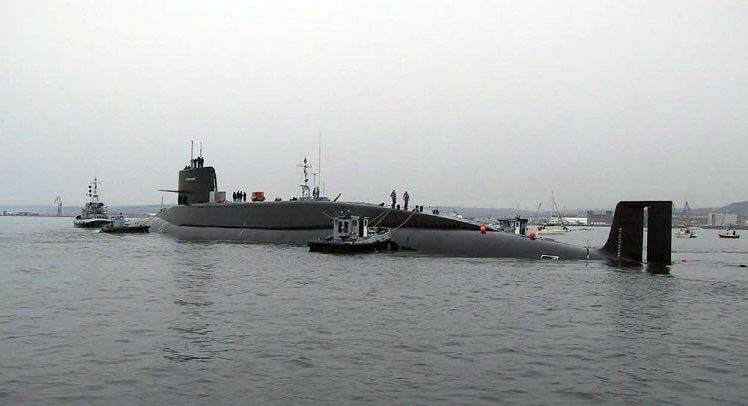
Största delen av Frankrikes kärnvapen är baserade ombord på robotubåtar av Redoutable-klass.

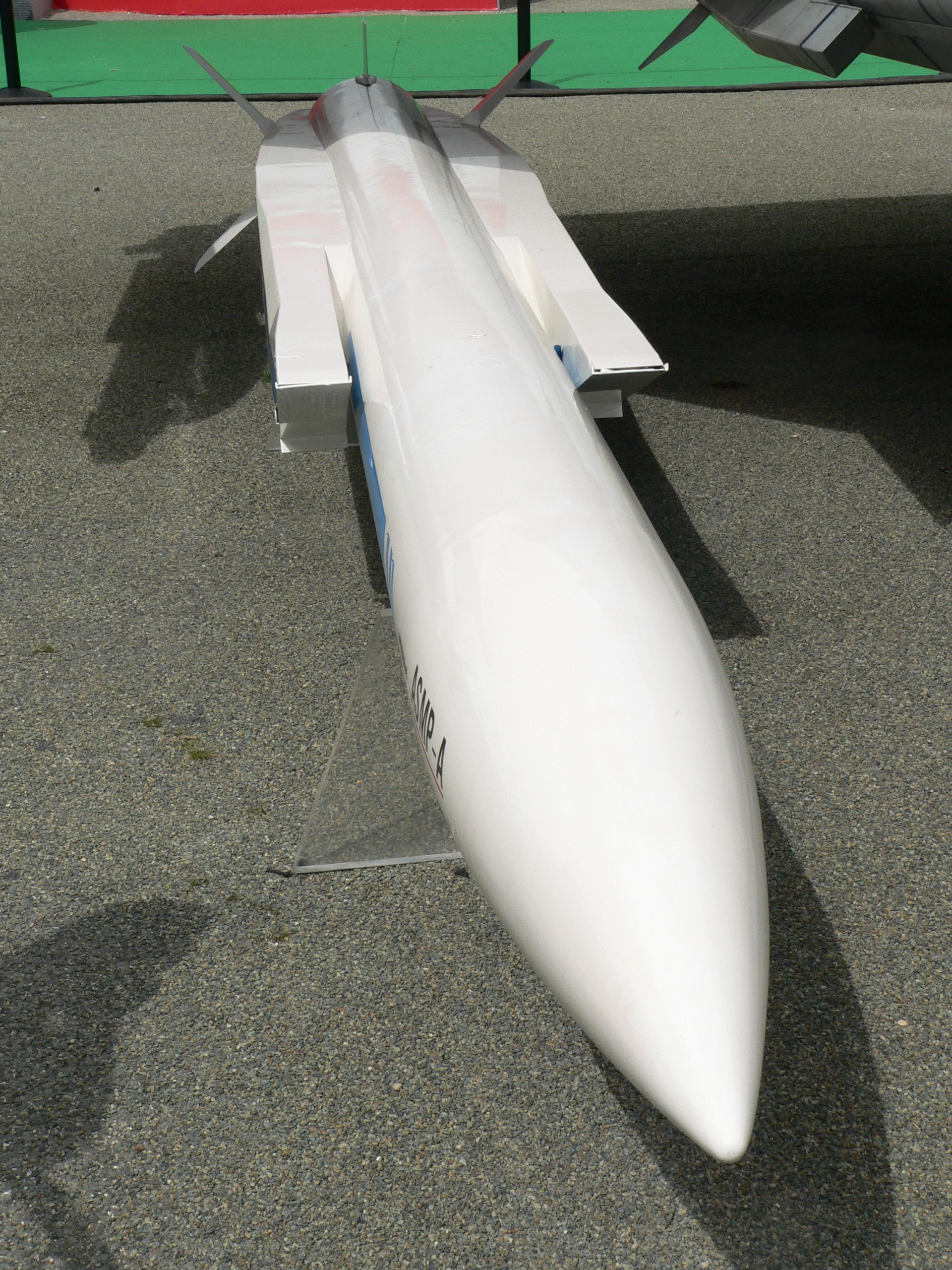
Resterande del utgörs av Franska flygvapnets kryssningsrobotar av typen ASMP.

Frankrikes kärnvapen utgör den tredje största kärnvapenarsenalen i världen, efter Ryssland och USA. De franska kärnvapnen går ofta under den kollektiva benämningen Force de frappe.
Fram till 1999 utgjordes arsenalen av såväl landbaserade som flyg- och fartygsburna vapen. Detta år avvecklades dock den landbaserade komponenten.
Traditionellt har de franska kärnvapnen enbart varit avsedda för försvaret av Frankrike och har aldrig underställts NATO på samma sätt som skett i Storbritannien. Tanken med kärnvapnen har varit att ge Frankrike en handlingsfrihet genom att få militärt starkare fiender att avhålla sig från att riskera ett angrepp. Denna strategi har i Frankrike gått under benämningen Dissuasion, avskräckning. Detta uttrycktes av amiral Pierre Lacoste som att: "Amerikanerna och ryssarna kan ödelägga jorden tusen gånger om. Frankrike kan bara göra det en gång, men det är tillräckligt."
Enbast Frankrikes president har auktoritet att beordra en insats av franska kärnvapen.

## Flygburna
I början av 1960-talet bestyckade man flera Dassault Mirage IV-plan med kärnvapen. Senare har även SEPECAT Jaguar och Dassault Mirage 2000N-plan burit de franska kärnvapnen. 
Under 1970- och 1980-talet utvecklade man en kärnvapenbestyckad kryssningsrobot kallad ASMP.
Sedan 2011 är det Dassault Rafale-plan som bär landets flygburna kärnvapen.

## Landbaserade
Mellan 1971 och 1999 hade man flera olika typer av landbaserade kort- och medeldistansrobotar. Flera varianter var silo-baserade.

## Havsbaserade
1962 bestyckade man flera Dassault Étendard IV-plan med kärnvapen. Dessa plan var baserade på landets båda hangarfartyg av Clemenceau-klassen. 1978 uppgraderade man till Dassault Super-Étendard-plan. Kring millennieskiftet ersattes de båda hangarfartygen av hangarfartyget Charles de Gaulle (R91) och 2010 ersattes Super-Étendard-planen av Dassault Rafale-plan.
1971 togs den kärnvapenbestyckade ubåten Redoutable av Redoutable-klassen i aktiv tjänst. Totalt byggdes sex ubåtar av Redoutable-klassen. 
Under 1990- och 2000-talet ersattes ubåtarna av fyra Triomphant-klass ubåtar. Ubåtarna har flera gånger modifierats för nya typer av ballistiska robotar.

## Provsprängningar
Det första franska kärnvapnet kallat Gerboise bleue provsprängdes i Algeriet år 1960 och fyra år senare hade landet en operationsduglig kärnvapenarsenal, då endast bestående av flygburna bomber.
Frankrikes provsprängningar av kärnvapen har fått betydande uppmärksamhet genom åren, inte minst efter sänkningen av Greenpeace-fartyget Rainbow Warrior som genomfördes av franska agenter år 1985. Även provsprängningarna på atollen Mururoa under 1990-talet väckte omfattande protester.
Frankrikes sista provsprängning genomfördes den 27 januari 1996.